# Empathy
Empathy，是一个即时通讯客户端軟體，支持文本、音頻、視頻及多种通讯协议。
Empathy 同时提供了可重复利用的图形界面及图形工具箱，以开发GNOME上的同类软件，构架基于Telepathy框架。
2.24版本之后，Empathy纳入GNOME桌面项目，
Ubuntu 9.10（Karmic Koala）和Fedora 12开始，它取代了Pidgin成为默认的通讯工具。尽管它也有離線储存功能，Empathy无法开启安全隐私功能——它没有可否定加密。

## 当前特性
- 多种协议：
  - Telepathy Salut
  - 基本等同于Pidgin：
    - Bonjour (Apple的Zeroconf（英语：Zero configuration networking）)
    - Facebook IM（Pidgin插件或XMPP （Jabber））
    - Gadu-Gadu
    - Internet Relay Chat
    - Lotus Sametime
    - MySpaceIM
    - Mxit
    - .NET Messenger Service通常所指的 MSN Messenger/ Windows Live Messenger
    - Novell GroupWise
    - OSCAR（英语：OSCAR protocol）（AIM/ICQ/MobileMe）
    - QQ
    - SIMPLE
    - SILC（英语：SILC (protocol)）
    - XMPP (Google Talk、LiveJournal Talk、Gizmo5、Facebook、校内网)
    - Yahoo
    - Zephyr

- 利用gnome-screensaver
- 使用NetworkManager自动重新连接
- 表情使用和拼写检查
- 交流窗口的主题引擎
- 日志和搜索
- 语音和视频交流SIP、XMPP
- XMPP文件传输
- 联系人的地理定位显示在一张地图上
- Python 绑定 Telepathy
- 协同工作 Tubes

## 其他
- 即時通訊软件列表、即時通訊软件比較
- 即時通訊協定比較